# Ixtacomitán
La città di Ixtacomitán è a capo dell'omonimo comune, nello stato del Chiapas, Messico. Conta 4 491 abitanti secondo le stime del censimento del 2005 e le sue coordinate sono 17°25'N 93°05'W.

## Storia
All'arrivo degli spagnoli, Ixtacomitán faceva parte della nozione zoque; durante l'epoca coloniale fu un paese di una certa importanza; secondo un censimento del 1778 vi erano residente 410 indigeni, 88 neri e 33 bianchi.

Dal 1983, in seguito alla divisione del Sistema de Planeación, è ubicata nella regione economica V: NORTE.

## Toponimia
Ixtacomitán in lingua náhuatl significa "abbondanza di febbre".